# 六角川

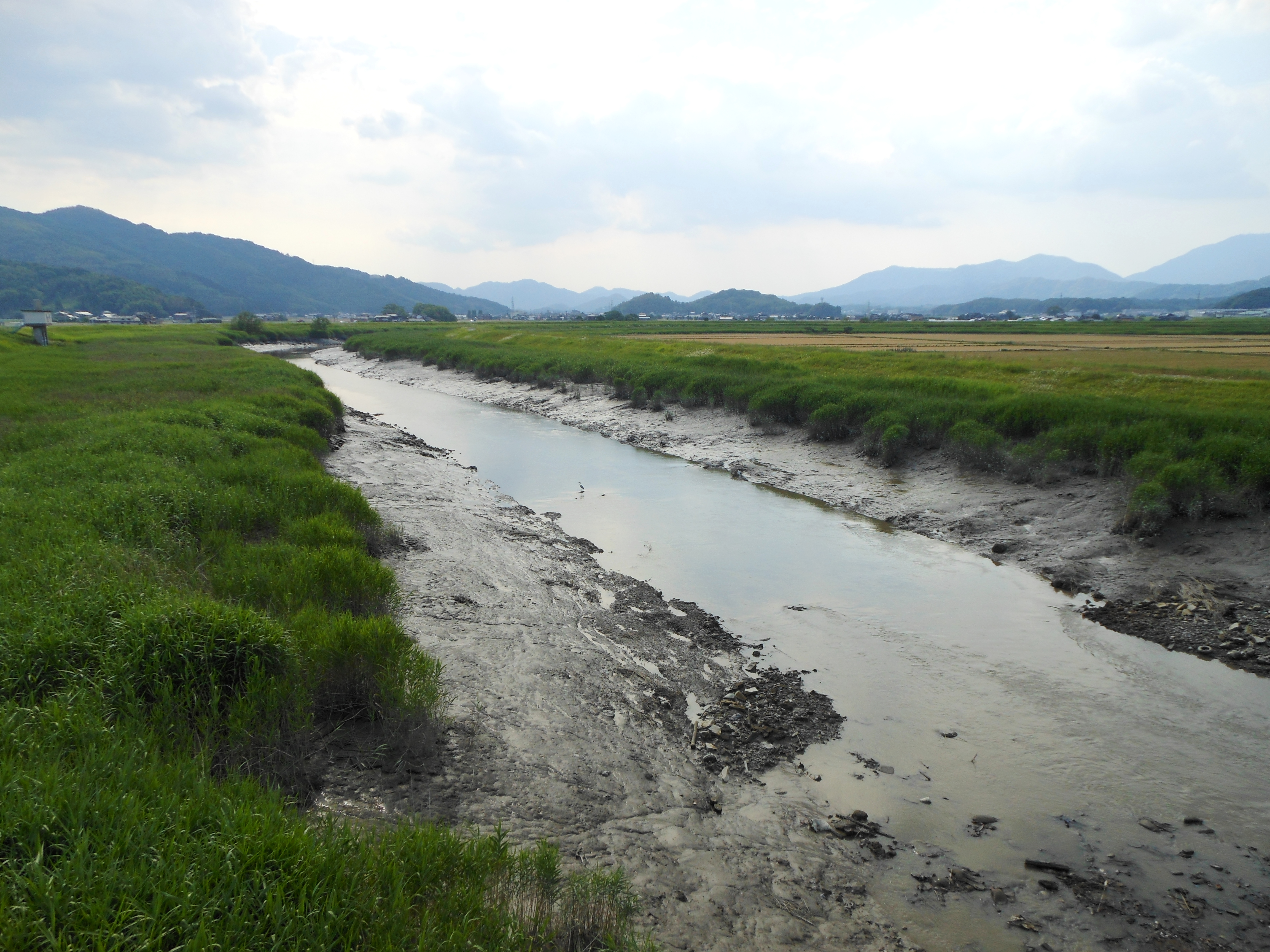
河道に厚く堆積するガタ土、大町橋から上流方

六角川（ろっかくがわ）は、佐賀県中部を流れる六角川水系の本流で一級河川。下流は勾配が緩やかな蛇行地帯。

## 地理

### 緩流蛇行
武雄市西部の山地に発し、概ね東流。白石平野を流れる中流域では蛇行が甚だしい。最下流域で大きな支流の牛津川を合わせて有明海に注ぐ。
中 - 下流域は標高10m以下の低平地で、勾配は1/1,500 - 1/45,000と極めて緩い。下流域の白石町・江北町付近は三角州と考えられる標高2 m前後の平野を蛇行し、河道付近は周りの地盤面よりも0.5 m程低く湛水しやすい部分になっている。河口部には標高0 m前後の干拓地がある。河口は干満差が日本で最も大きい有明海最深部にあるため、河口から29 km付近、大日堰（武雄市橘町）辺りまで海水の遡上が見られる。そのため、洪水の危険性や排水できるかできないかが、大雨その都度の干満（潮汐）に左右される。このような特徴から、「河川というよりは海湾の延長といった性格を持っている」とする資料もある。

### 干潟・産業
牛津川合流点より下流には河口干潟があり、有明海の干潟と連続している。また海水が遡上する感潮域には、遡上に伴い厚く堆積する浮泥（ガタ土）がみられる。
小城市芦刈町には干潟体験場・生き物観察場があり、この付近を含めた河口堰から河口までの約4kmの区間が、県によりムツゴロウ・シオマネキの採捕を禁じる保護区に指定されている。
潮の満ち引きに伴う水流や水位の変化を利用した水運が近代まで行われていた。国内石炭産業の最盛期（昭和20年代後半）は、大町町の土場口から下流は杵島炭鉱から産出した石炭を河口近くの住ノ江港まで運ぶ運炭船で賑わっていた。現代は河口沖合の有明海で海苔養殖が盛ん。

## 名称の由来
古くは沿岸の地名から「六角江」「高橋江」「大町の入江」「住之江」などと呼ばれた。「六角川」という名前は江戸時代に長崎街道がこの川の沿岸にあり、水運も盛況であったことより、街道筋には多くの宿場町が栄え、中心地区であった六角地区（現在の白石町六角神社一帯）の地名に由来すると言われる。
東川の合流点（武雄市橘町片白）より上流は古くより「潮見川」「永島川」とも呼ばれ、いずれも付近の地名である。

## 水害・治水
中 - 下流は浸水の常襲地帯だが、超低勾配であり長い感潮域を持つため、下流域の多くは内水をポンプで強制排水しなければならない。特に、大雨が潮位の高い時間帯（満潮前後や台風などによる上昇時）に重なると水位が上昇しやすく、内水停滞による浸水の被害を解消するまでには至っていない。

### 本川の洪水氾濫
かつての六角川はしばしば破堤氾濫を起こしてきた。六角川本川の両岸に限って（牛津川を除いて）も、1953年（昭和28年）6月、1967年（昭和42年）7月、1980年（昭和55年）8月、1990年（平成2年）7月などに洪水被害が発生している。1953年の洪水は本川上流部で氾濫の後、現武雄市の潮見、大日付近の数か所で破堤して東に拡大、牛津川の洪水と合流し広い範囲を数日間浸水させた。1980年と1990年にはいずれも、武雄市橘町や北方町で破堤・越水が起こり、武雄市東部から北方町、大町町、江北町、白石町、福富町、芦刈町、牛津町に亘る平野部の広範囲が浸水した。1980年は河川からの洪水、1990年は洪水に内水停滞が加わる形。1990年の被害は、流域合計で死者1名、家屋の床上浸水約3,000戸、床下浸水約5,700戸、浸水面積約1万haに上り、河口の住ノ江橋における推定流量約2,200m3/sは戦後最大となっている（2020年時点）。
昭和初期から県の事業として築堤や川底の浚渫が行われた。1966年（昭和41年）に一級河川に指定されるが、その8年前から国庫補助のある直轄事業として堤防改良、川幅拡幅の整備が進められた。その後、1980年（昭和55年）の洪水被害後は国の”河川激甚災害対策特別緊急事業”（激特）指定を受けて計画高水位までの無堤箇所を解消したが、1990年再びの洪水被害を受けて2度目の激特指定、拡幅や排水機場増強、牛津川中流に牟田辺遊水地建設が行われた。

### 内水停滞による浸水

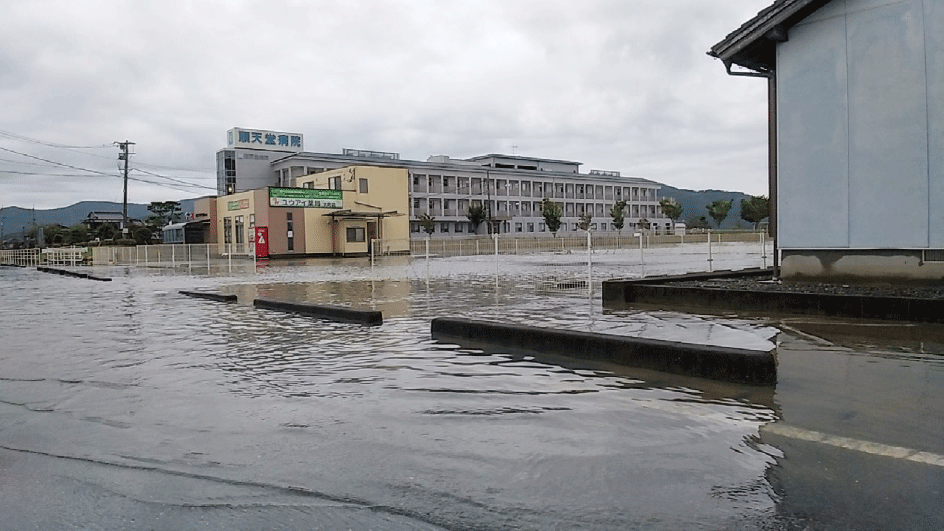
2021年8月の浸水（大町町）

河川改修により六角川からの氾濫防止が強化されると、増水時には堤内（農地・居住地）より堤外（六角川）の水位が高く自然排水が困難になり、特に昭和中期からは内水の停滞による浸水被害が目立つようになった。六角川流域全体の6割が増水時に自然排水が難しい内水域となっていて、堤内から堤外へ強制排水を行う排水機場（排水ポンプ場）の設置が1970年代から進められ、その数は六角川と武雄川で36か所（排水能力合計約220 m3/s）、牛津川で24か所（同 約140m3/s）に上り、合わせておよそ360m3/sとなっている（2021年8月時点）。
2019年（令和元年）8月の水害は「佐賀豪雨」と呼ばれ、六角川本流からは氾濫しなかったものの支川や水路から溢流して武雄市、大町町、江北町、白石町、の平野部が広く浸水し、流域合計で死者3名、家屋の床上浸水約1,100戸、床下浸水約1,800戸、浸水面積約6,900haに及んだ。大町町では浸水した鉄工所でタンクから焼入油が流出、油膜となって下流方面の住宅や田畑に被害をもたらした。これに伴い3度目の激特指定と国・県等が連携した「六角川水系緊急治水対策プロジェクト」を発表、六角川本川の流下量を増やし排水可能度を上げることで内水被害を減らすため、河道掘削（浚渫）、排水機場の新増設、新たな遊水地の設置を5年程度で行う計画を立て、また農業者等の理解・協力を得てため池や堀（クリーク）の水位を事前に下げる取り組みの強化などが進められる。
2021年（令和3年）8月には大町・佐賀・嬉野で9日間に1,000ミリを超える豪雨により、内水停滞に武雄市橘町大日での氾濫が加わって武雄市・大町町などが浸水し、農業・水産業の被害額は2019年を上回る規模となった。激特事業による河道掘削はこの時点で計画の8割実施済みで、白石町や江北町ではクリークの水位を下げる取り組みが行われていたが、更なる対策が求められる事態となった。
なお2019年に計画が発表された、本川上流・武雄市東川登町の稼働中の採石場を予定地とする六角川洪水調整池は、1990年と同規模の雨で被害を半減させる設計だが、完了まで20年ほど要する見込みである。

#### ポンプ運転調整の課題
強制排水された内水はそのまま河川の流量に上乗せされるため水位を上昇させ、場合により破堤の引き金となることが考えられる。さらに、特に満潮に近い時間帯は潮により水位が底上げされており余裕度が小さくなる。東海豪雨における反省から国土交通省が設定したルールを基に行政と地元が協議を行い、2006年6月に武雄河川事務所がポンプ運転調整方針を策定した。
ポンプ運転調整方針に基づき、各排水機場そばの水位あるいは基準地点（六角川:新橋、牛津川:砥川大橋）より上流では基準地点の水位が計画高水位（HWL）を超過した場合、また破堤・越水の恐れがある場合にポンプを停止し、再開は河川事務所が雨や潮位の状況を鑑みて増水の恐れがなくなったと判断してから行う。より悪い状態（河川の氾濫）を招かないためとはいえ、ポンプ停止の間は逃げ場を失った内水により浸水が速まり被害に拍車をかける側面がある。なお策定から2021年8月までの時点では、2009年7月、2012年7月、2018年7月、2019年8月、2021年8月の大雨の際運転調整が行われている。

### 高潮
下流域は干拓された低地が広がり、かつ湾奥に位置し波の吹き寄せが大きいこともあって、白石町、福富町、芦刈町の海岸に近い地域で、1956年（昭和31年）8月、1959年（昭和34年）9月、1985年（昭和60年）8月に台風による高潮被害も発生している。1959年の被害以降堤防の増強が進められ、河口から河口堰までの最下流区間では海岸と同等のT.P.+7.5 mの堤防が整備されてきた。また、河口堰は潮位上昇時に閉門して高潮の流入を防止する。

#### 河口堰
六角川河口堰（ろっかくがわかこうぜき）は、杵島郡白石町大字福富の河口から4.6 km地点にある可動堰。1983年（昭和58年）3月完成。当初は高潮防止と不特定用水の補給（堰き止めにより淡水を確保、灌漑用水等に充てる）を目的とし、河川ダムとしての総貯水容量5,000千m3（有効貯水容量3,300千m3）の計画で6月下旬から10月上旬の灌漑期のみ常時閉門する案だった。漁業への影響を懸念する有明海の漁業者の反対が大きく、また農業を取り巻く環境の変化もあって、堰の竣工後も協議が続いた結果、用水利用は断念される。現在、高潮防止を唯一の目的として潮位が上がる際に一時的に閉門するだけの運用が行われている。

### 著しい蛇行
現在も残る蛇行した流路は、かつて更に入り組んだものだったが、江戸時代の佐賀藩政の下で行われたいくつかの捷水路工事により短絡されている。八町（八丁）の捷水路は天和年間（1681年 - 1683年）に行われた記録がある。南部長恒の『疏導要書』（天保5年=1834年刊）には、3か所あった大曲りの江筋（蛇行）のうち八町の約一里半（約6km）に亘る江筋を掘り切って直江にしたため”潮持ちが少なくなり”（潮が上らなくなり）、以前は高橋宿の一里上まで船の往来があったものが大潮でも高橋宿まで船が来られなくなったと記されている。江戸期の間に、蛇行を容認し上流から湛水しながら少しずつ流すとともに舟運の利を採るという考え方から、流れを速めて洪水をできるだけ減らす考え方への転換が起きていたとの見方がある。なお、同書に記されたあと2か所（今泉、下蓑具）の大きな蛇行は現在も残っている。
蛇行の大幅な是正が行われない理由としては、本川のような超低勾配で感潮する河川では直線化しても流下能力の大幅な上昇は見込めず、大きな事業費の割に効果が見込めないことが挙げられている。
2020年策定の整備計画では、白石町大渡で延長約2kmある北側への蛇行部を増水時に短絡する分水路の計画がある。

### 課題
緩流蛇行特有の課題がいくつかある。感潮域の河道掘削はガタ土が再堆積して短期間で元に戻ってしまうため継続して行う必要があり、水門等は堆積したガタ土の定期的な除去を要する。平野部の地盤は有明粘土層と呼ぶ軟弱地盤で、堤防などの工事には地盤改良を要する。また、排水機場をはじめ多数の設備・構造物の維持管理・老朽化時の更新費用の問題を抱えている。

## 水利用
六角川の中下流域は水田地帯だが、塩水が混じる感潮区間が長いため河川からの取水が難しく、概ね大日堰より下流では六角川からの取水は行わず（六角川は排水先とされた）、ため池や堀（クリーク）、「高畝うち」、地下水などを水源としてきた。
中流の北方町大渡にある永池堤（永池の堤）は江戸初期に築造された上・中・下と三段のため池で、白石平野（白石町）北部の農業用水として使用されている。当時、堤体には水を通さない粘土を突き固めた「ハガネ」を芯として堤体を強化する工夫が施されていた。現代になって容量増と補強が行われたが、同じ場所で稼働している。
江戸初期、本川平野部では最上流にあたる現在の武雄市橘町では、佐賀藩の成富兵庫茂安の手により大日堰の建設と三法潟の開発が行われた。この地域は低地だが感潮域であるため六角川からの取水ができなかった。塩分を含む水の遡上を堰により受け止め真水を確保するとともに、両岸に水路と樋門を設け利水・治水を行った。
戦後はポンプによる揚水技術が急速に普及、水量を求めて深井戸を掘り、くみ上げて農業用水を補うことが一般的となった。その弊害として地下水位の低下を招き、軟弱な粘土層が分布する白石平野の広範囲で昭和30年代後半から地盤沈下が問題となった。対策として県が井戸等の地下水取水規制を行うが、代替水源の確保が課題となった。六角川河口堰の利用は難航したため、1973年（昭和48年）着工の嘉瀬川ダム（佐賀市富士町、嘉瀬川上流）の利用に切り替えられた。しかしこのダムも移転交渉等が長引き2012年（平成24年）にようやく完成となる。
この間、嘉瀬川と筑後川を結び用水補給などを行う佐賀導水事業が進められ、渇水時も安定した水量を追加確保した嘉瀬川を水源とする佐賀西部広域水道が2001年（平成13年）に開始、六角川流域の全6市町のほか2市町に上水道を供給する。また嘉瀬川の川上頭首工で取水し白石平野まで農業用水を融通する佐賀西部導水路が建設され、末端の用排水路の整備も行われた。ダムが完成した2012年からは農業用水も嘉瀬川からの送水に転換した。これにより地下水の取水量は大幅に減少し、沈下は沈静化している。
旧武雄市では、武雄町の八並地区で1934年（昭和9年）それまでの井戸に代えて川良僧庵川から取水を開始、その後供給地域を広げ、踊瀬ダム（1958年（昭和33年）完成、松浦川水系鳥海川）、渕の尾ダム（1973年（昭和48年）完成）と水源を開発した。しかし、1973年8月には渇水により30日間の断水が発生するなど水源確保が課題で、渕の尾ダムの嵩上げ、本部ダム（1988年（昭和63年）完成、松浦川水系川古川）や矢筈ダム（1994年（平成6年）完成）の開発により安定化を図った。六角川最上流に位置する矢筈ダムの水はいったん渕ノ尾ダム（武雄川）と踊瀬ダム（松浦川水系鳥海川）に送り貯留、渕ノ尾浄水場を通じて上水道・工業用水道の水源として利用する。ただ水量が少なく不安定なため、佐賀西部広域水道の竣工後はこちらの補給を受けている。
また、本川流域の江北・大町と武雄市北方町で工業用水を供給する杵島工業用水道が1978年（昭和53年）に開始しているが、こちらも嘉瀬川から取水している。

## 河川施設

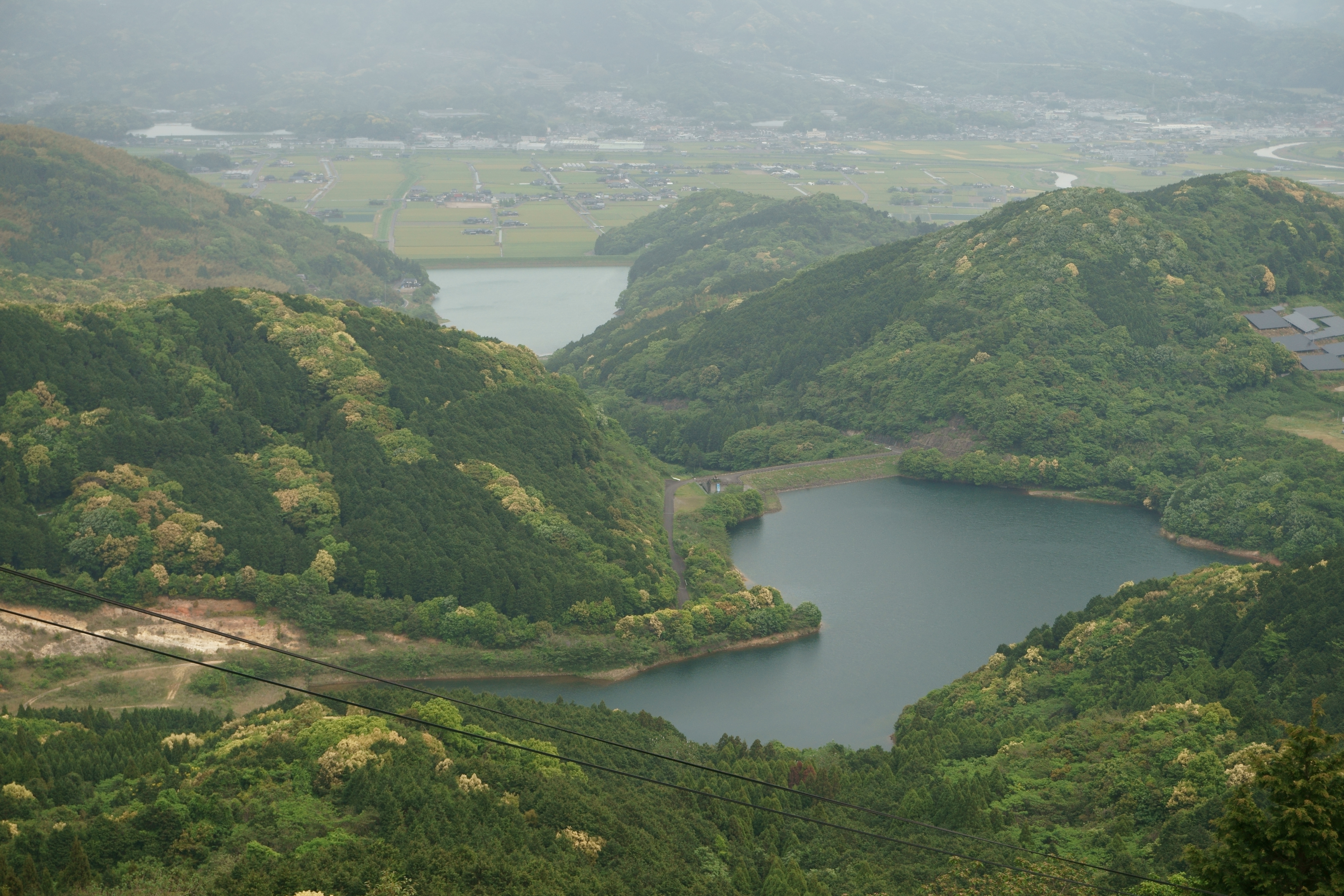
永池の堤

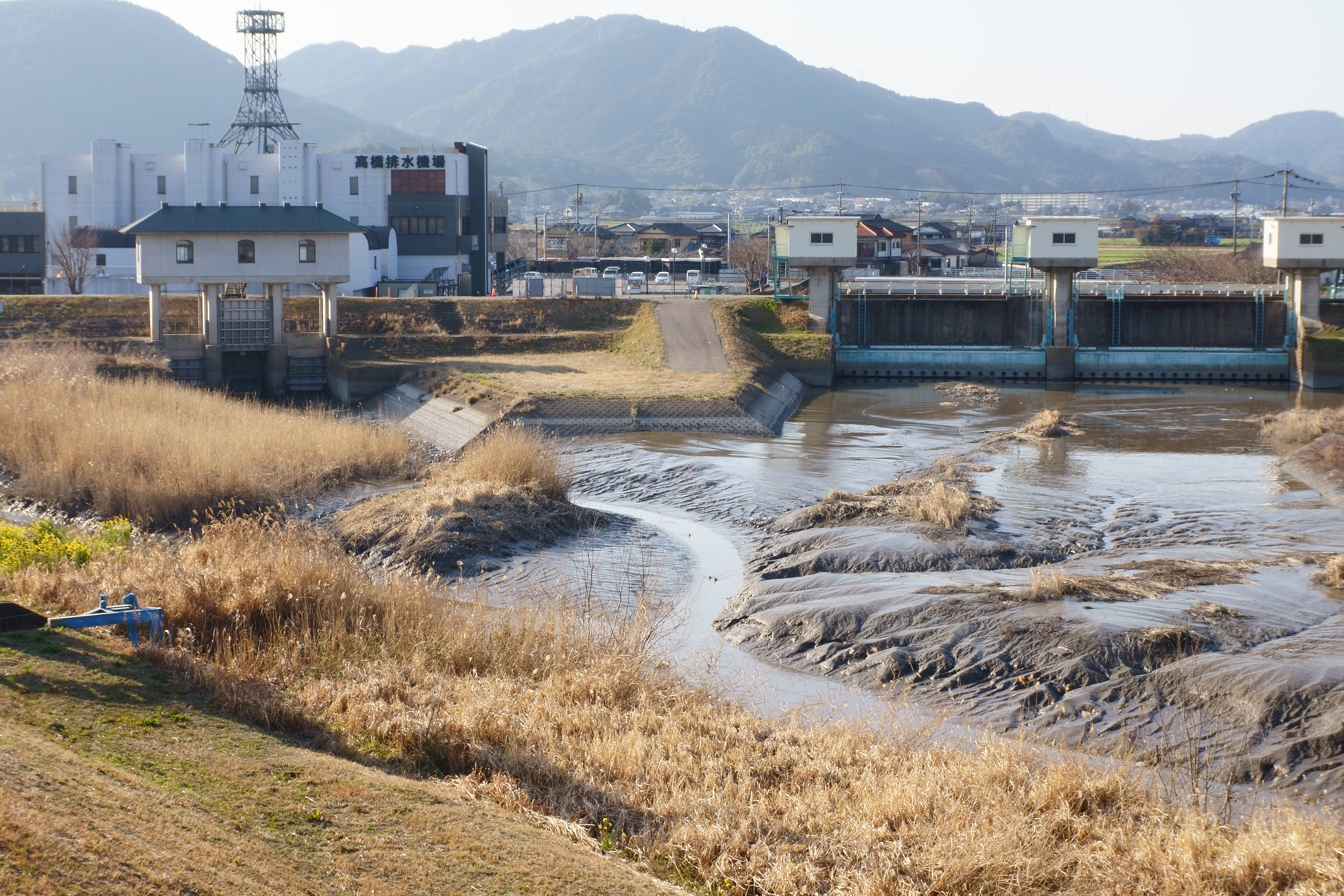
武雄川・高橋川合流点にある高橋排水機場と高橋水門

### ダム・堰
| 河川        | 名称                   | 堤高 (m) | 総貯水 容量 (千m3) | 型式        | 事業者     | 場所                     | 備考                   |
| ----------- | ---------------------- | -------- | ------------------ | ----------- | ---------- | ------------------------ | ---------------------- |
| 六角川      | 矢筈ダム               | 32.5     | 1,390              | 重力式      | 佐賀県     | 武雄市西川登町大字神六   |                        |
| 六角川 左岸 | 六角川洪水調整池       | －       | 3,000 - 4,000程度  | －          | 国土交通省 | 武雄市武雄町大字永島付近 | （計画中）             |
| 六角川      | 大日堰                 |          | －                 | 固定堰+水門 | 土地改良区 | 武雄市橘町大字大日       |                        |
| 六角川      | 六角川河口堰           | 11.5     | －                 | 可動堰      | 国土交通省 | ※前節参照                |                        |
| 庭木川      | 庭木ダム               | 26.2     | 600                | 重力式      | 佐賀県     | 武雄市西川登町大字神六   |                        |
| 武雄川      | 渕の尾ダム             | 29.0     | 585                | 重力式      | 武雄市     | 武雄市武雄町大字武雄     |                        |
| 繁昌川      | 繁昌ダム               | 29.4     | 645                | アース      | 佐賀県     | 武雄市朝日町大字中野     |                        |
| －          | 朝日ダム（白石ため池） |          | 1,275              |             | 土地改良区 | 武雄市朝日町大字甘久     | ため池                 |
| －          | 焼米池                 |          | 1,054              |             | 土地改良区 | 武雄市北方町大字志久     | ため池                 |
| 蔵堂入江    | 永池の堤               |          | 1,891              | アース      | 土地改良区 | 武雄市北方町大字大渡     | ※値は3段ため池の合計値 |

（※牛津川水系は省略）

### 排水機場
| 名称                                        | 排出先                | 左岸/右岸             | 排水能力 (m3/s) | 管理者       | 場所                     |
| ------------------------------------------- | --------------------- | --------------------- | --------------- | ------------ | ------------------------ |
| 個別は10m3/s以上の各大型機場のみ掲載。出典: |                       |                       |                 |              |                          |
| 高橋                                        | 高橋川                | 右岸                  | 50.0            | 国土交通省   | 武雄市朝日町大字甘久     |
| 板橋                                        | 六角川                | 左岸                  | 14.0            | 国土交通省   | 武雄市橘町大字片白       |
| 川添川                                      | 六角川                | 左岸                  | 23.0            | 国土交通省   | 武雄市北方町大字大崎     |
| 焼米                                        | 六角川                | 左岸                  | 13.0            | 国土交通省   | 武雄市北方町大字志久     |
| 東古川                                      | 六角川                | 左岸                  | 19.5            | 杵島郡江北町 | 杵島郡江北町大字八町     |
| 有明1号                                     | 六角川                | 右岸                  | 12.3            | 杵島郡白石町 | 杵島郡白石町大字福富下分 |
| 六角川系合計 計36か所                       | 六角川系合計 計36か所 | 六角川系合計 計36か所 | 217.18          | －           | －                       |
| 牛津川系合計 計24か所                       | 牛津川系合計 計24か所 | 牛津川系合計 計24か所 | 147.1           | －           | －                       |
| 総計 計60か所                               | 総計 計60か所         | 総計 計60か所         | 364.28          | －           | －                       |

（※牛津川水系は省略）

## 流域・支流

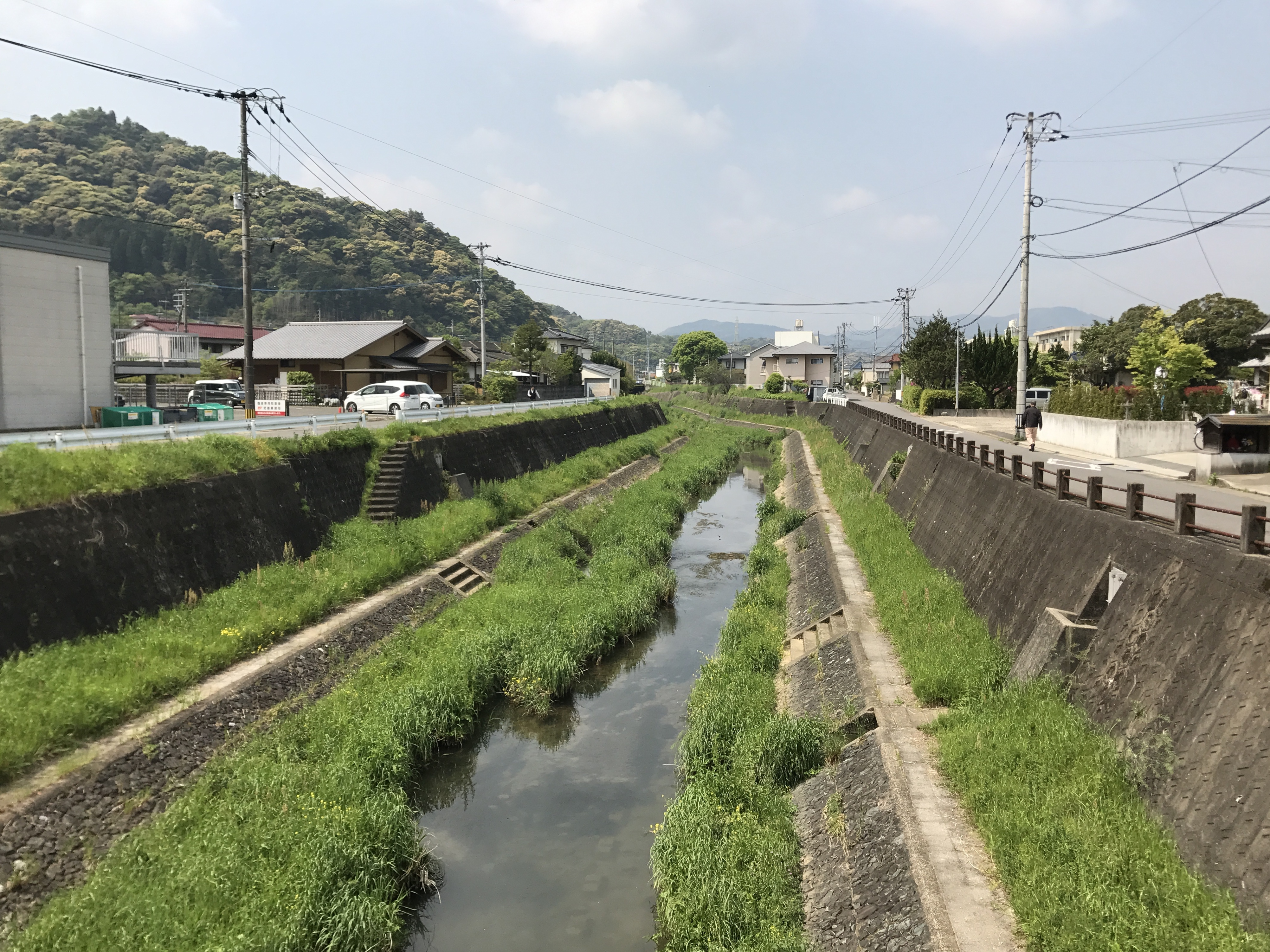
武雄川

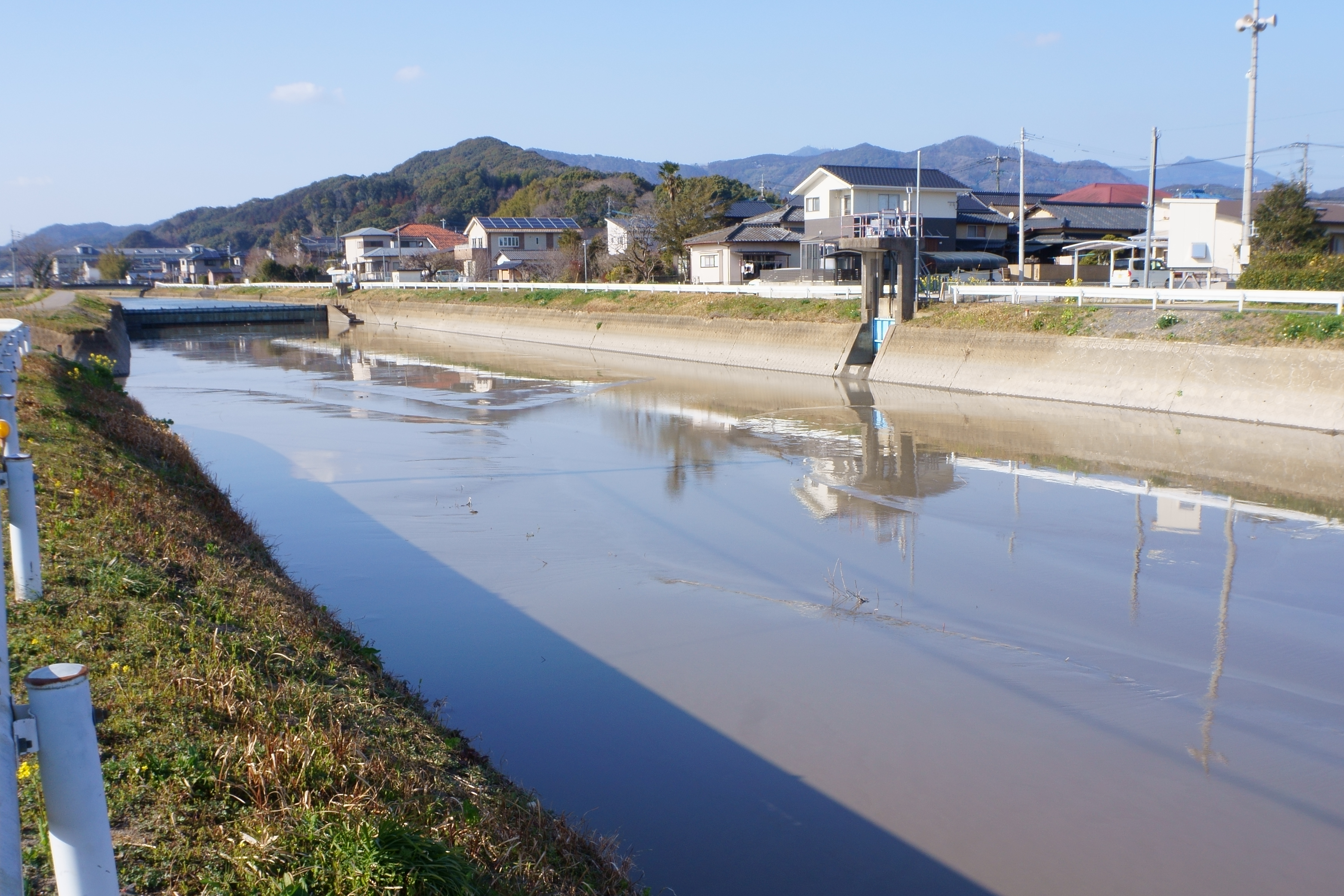
高橋川

六角川本流の流域は、佐賀県の武雄市・杵島郡大町町、同白石町・同江北町・小城市の計5市町。支流牛津川を加えた六角川水系全体の流域は、前記に多久市を加えた6市町。流域面積341 km3は100位、本流延長47 kmは95位と、109ある一級水系の中では最小に近い規模。
1966年（昭和41年）に一級河川に指定。九州地方整備局武雄河川事務所（所在地:武雄市）の管轄。
| 主要支流 | 流域市町                     |
| --- | ---------------------------- |
| 支流は上流から順。 ※太字は洪水予報対象の区間がある河川。下線は予報対象外だが 避難判断水位等を設定し水位の監視が行われている区間がある水位周知河川。 高橋川は洪水予報区間と水位周知区間の両方がある。 |                              |
| - 庭木川 | 武雄市                       |
| - 高瀬川 | 武雄市                       |
| - 大山路川 | 武雄市                       |
| - 東川 | 武雄市                       |
| - 武雄川 - 甘久川 - 中野川 - 高橋川 - 繁昌川 - 杉岳川 | 武雄市                       |
| - 川添川 | 武雄市                       |
| - 蔵堂入江 | 武雄市・杵島郡白石町         |
| - 古川 | 杵島郡江北町                 |
| - 牛津川 （牛津川の支流は省略） | 多久市・小城市・杵島郡江北町 |

## 並行する交通

### 鉄道
- JR九州佐世保線
- JR九州長崎本線

### 道路
- 国道34号

## 主な橋梁
本流
- 有明六角川大橋（佐賀福富道路=有明海沿岸道路、小城市芦刈町永田 - 杵島郡白石町大字福富下分
- 住の江橋（国道444号、小城市芦刈町永田 - 杵島郡白石町大字福富下分）
- 新渡大橋（町道、江北町惣領分-白石町福富）
- 六角橋（国道207号、杵島郡江北町大字下小田 - 杵島郡白石町大字東郷）
- 六角川橋梁（JR九州長崎本線、杵島郡江北町大字下小田 - 杵島郡白石町大字東郷） - 直下の堤防は幅が狭く、改修が求められる部分とされている[52]。
- 馬田橋（佐賀県道351号久間大町線、杵島郡大町町大字大町 - 杵島郡白石町大字馬洗）
- 大町橋（佐賀県道214号白石大町線、杵島郡大町町大字福母 - 杵島郡白石町大字大渡）
- 新橋（市道、武雄市北方町大字志久 - 武雄市北方町大字芦原）
- 医王寺橋（長崎自動車道高架橋、武雄市北方町大字大崎 - 武雄市北方町大字芦原）
- 片白高架橋（同上、武雄市橘町大字永島 - 武雄市橘町大字大日）
- 永島高架橋（同上、武雄市橘町大字永島）

支流 武雄川
- 歌垣の橋（国道34号武雄バイパス連続高架橋、武雄市橘町大字片白 - 武雄市北方町大字大崎）
- 二俣大橋（国道498号、武雄市朝日町大字甘久 - 武雄市北方町大字芦原）

（※牛津川水系は省略）